# Хартія 97
Хартія'97 (біл. Хартыя’97) — білоруська громадянська ініціатива, яка спрямована на правозахисну діяльність та на об'єднання політичних сил, опозиційних до режиму Лукашенка.
Складена за аналогією з Хартією 77 — декларацією, що проголосила принципи подолання тоталітаризму і відновлення демократії в Чехословаччині.
Проголошена 10 листопада 1997 року. Текст на пропозицію журналіста Дмитра Бондаренка написав психолог Володимир Мацкевич. Хартія констатувала порушення прав людини в Білорусі, руйнування національної культури. Її текст був опублікований в провідних незалежних газетах того часу: «Ім'я», «Белорусская деловая газета», «Народная Воля», «Свобода», «Вільні новини» та інших.
В організаційний комітет громадської ініціативи в різний час входили Андрій Санніков, Олександр Мілінкевич, Володимир Мацкевич, Віктор Івашкевич, Людмила Грязнова, Петро Марцев, Юрій Хащеватський та інші відомі діячі.
Першими Хартію підписали 104 відомі в країні політики, громадські та культурні діячі, журналісти. З найбільш значущих ексурядовців серед підписантів були міністр внутрішніх справ Юрій Захаренко (1994—1995), міністр оборони Павло Козловський (1992 −1994), голова Національного банку Станіслав Богданкевич (1991—1995) і голова уряду Михайло Чигір (1994—1996), міністр зовнішніх економічних зв'язків Михайло Маринич (1994—1998), всі 3 голови Верховної Ради Станіслав Шушкевич (1991—1994), Мечислав Гриб (1994—1996) і Семен Шарецький (1996). Пізніше документ підписали понад 100 000 громадян Білорусі.

## charter97.org
Останніми роками ініціатива відома переважно завдяки своєму пресцентру, який перетворився в один із найпопулярніших інформаційних сайтів білоруського інтернету. 23 березня 2011 року Генеральна прокуратура Республіки Білорусь винесла позасудову постанову про закриття прямого доступу до сайту з урядових установ на підставі власного звинувачення у порушенні частини 2 статті 8 Закону про масові заходи в Республіці Білорусь («До отримання дозволу на проведення масового заходу … особи не має права оголошувати в засобах масової інформації про дату, місце і час його проведення»).
24 січня 2018 року згідно з рішенням Міністерства інформації РБ сайт chapter97.org був заблокований.
У серпні 2022 року білоруська влада визнала «Хартію 97» екстремістським формуванням; створення та участь в екстремістському формуванні є кримінальним злочином за білоруськими законами. Раніше телеграм-канал (2021 року), логотип, сайт та сторінки «Хартії» у соціальних мережах (2022 року) були внесені білоруськими судами до списку екстремістських матеріалів.

## Відомі журналісти «Хартії'97»
- Олег Бебенін
- Наталія Радіна
- Миколай Халєзін[be-x-old]